# (8398) Rubbia
(8398) Rubbia (1993 XY) – planetoida z pasa głównego asteroid okrążająca Słońce w ciągu 3,55 lat w średniej odległości 2,32 au. Odkryta 12 grudnia 1993 roku.